# Арсон, Жан-Клод Элеонор Ле Мишо д’
Жан-Клод Элеонор Ле Мишо д’Арсон (фр. Jean Claude Eléonore Le Michaud d’Arçon; 18 ноября 1733, Безансон — 1 июля 1800, Париж) — французский генерал, инженер и член Сената (с 1799).

## Биография

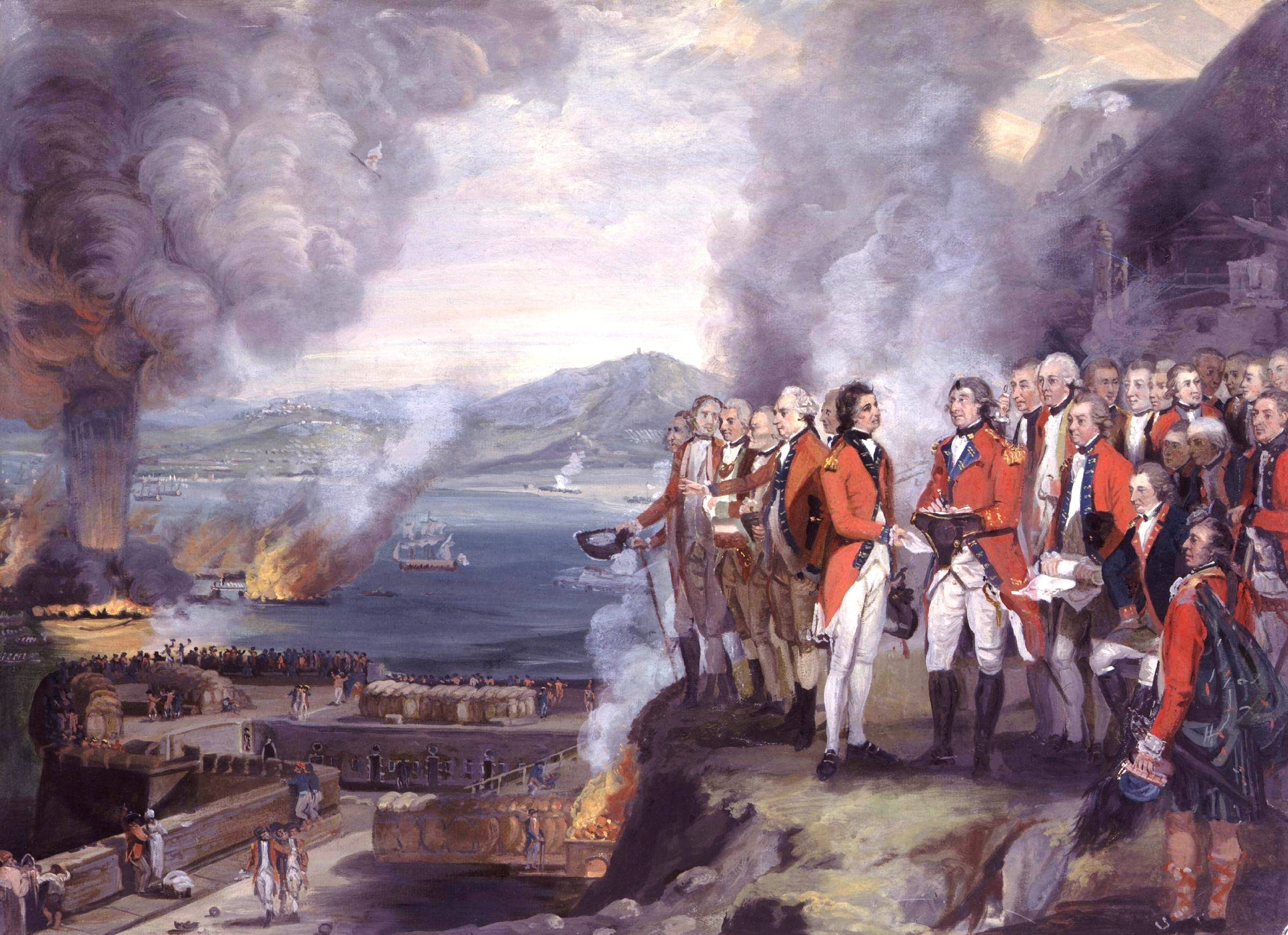
Фиаско идеи д’Арсона близ Гибралтара. Бронебойные ядра англичан пробили корпус плавучей батареи, в результате чего на последней возник пожар и сдетонировал пороховой погреб.

Жан-Клод Элеонор Ле Мишо д’Арсон родился 18 ноября 1733 года в городе Безансон.
В 1754 году поступил в Мезьерскую военную школу, а в 1755 году был направлен на службу в инженерные войска. В 1761 году, во время Семилетней войны, д’Арсон отличился при обороне Касселя.
В 1781 году испанский монарх Карл III вызвал д’Арсона в Испанию, желая обсудить с ним план обстрела Гибралтара со стороны моря. Для этой цели д’Арсон придумал плавучие батареи, которые во время Большой осады Гибралтара были уничтожены английскими калёными пушечными ядрами.
В 1793 году д’Арсон командовал отрядом в войсках генерала Шарля Франсуа Дюмурье, находившихся в Голландии; отличился при взятии Бреда. В эпоху террора он состоял при Карно и составил известные инструкции для армий Французской республики.
Умер 1 июля 1800 года в Париже, в званиях инспектора крепостей.
Д’Арсон наиболее известен по своим картографическим и военно-научным трудам.

## Источник
- Арсон // Энциклопедический словарь Брокгауза и Ефрона : в 86 т. (82 т. и 4 доп.). — СПб., 1890—1907.